# LZ 38
Der Zeppelin LZ 38 war das 38. Luftschiff des Grafen Zeppelin und das achtzehnte Luftschiff des deutschen Heeres. Sie war das Typschiff der neuen P-Klasse, die zur meistgebauten Klasse der Zeppeline wurde.

## Geschichte
Das Luftschiff war das erste der neuen Baureihe p, von der insgesamt 21 bis zum Ende des Jahres 1915 für Heer und Marine entstanden. Mit einer Länge von 163,5 waren die Schiffe die bis dahin längsten Zeppeline. Auch wurden der Durchmesser der Schiffe und ihr Traggasvolumen wesentlich größer. Dazu wurden die Zeppeline jetzt mit vier Motoren ausgestattet.
Die erste Fahrt von LZ 38 fand am 3. April 1915 statt. LZ 38 war zuerst an der Ostfront im Einsatz mit den Standorten Königsberg und Schneidemühl und verlegte dann Anfang Mai 1915 nach Düsseldorf und Brüssel-Evere für den Einsatz im Westen.
Das Heeres-Luftschiff führte von Ende April bis Ende Mai 1915 eine Reihe von Bombenangriffen gegen englische Küstenstädte an der Nordsee aus und warf bei jedem Angriff zwischen 1,5 und 1,9 Tonnen Bomben ab.
LZ 38 war das erste Luftschiff, das London bombardierte. Am 31. Mai 1915 warf der Zeppelin nachts aus 3000 Metern Höhe 1,36 Tonnen Bomben auf die Hauptstadt des Britischen Empires ab.

## Ende vonLZ 38
Am 7. Juni 1915 wurde LZ 38 durch den Bombenwurf eines englischen Flugzeuges in seinem Heimathafen Brüssel-Evere vernichtet.

## Technische Daten
- Traggasvolumen: 31.900 m³ Wasserstoff
- Länge: 163,50 m
- Durchmesser: 18,70 m
- Nutzlast: 15 t
- Antrieb: drei Maybach-Motoren von je 210 PS (154 kW)
- Geschwindigkeit: 25 m/s